# Closterium pronum
Closterium pronum  là một loài Song tinh tảo trong họ Desmidiaceae, thuộc chi Closterium.